# Leucosphaera salamensis
Leucosphaera salamensis is een tweekleppigensoort uit de familie van de Lucinidae. De wetenschappelijke naam van de soort is voor het eerst geldig gepubliceerd in 1930 door Thiele & Jaeckel.